# ایشیمبای
شهر ایشیمبای (به روسی: Ишимбай) در کشور روسیه و در جمهوری باشقیرستان واقع شده‌است.